# Арциняно
Арциня̀но (на италиански: Arzignano; на венециански: Arzegnan, Арценян) е град и община в Северна Италия, провинция Виченца, регион Венето. Разположен е на 118 m надморска височина. Населението на общината е 25 844 души (към 2015 г.).